# エー・チーム
株式会社エー・チーム（英: A-Team Inc.）は、日本の東京都目黒区に本社を置く企業。かつては芸能プロダクションとして活動していた。

## 概要
1996年5月に設立。スカイコーポレーションに務めていた小笠原明男によって創業され、映画監督の滝田洋二郎らをマネジメントし、伊藤英明・DAIGO・吉岡里帆・浅香航大などを輩出した。
2024年4月1日、諸般の事情により新規の芸能関係業務の休業と、それに伴う所属タレントの退所を公式サイトで発表した。
2024年9月6日、本社を東京都港区元麻布3丁目6番9号 元麻布館B1から東京都目黒区目黒1丁目1番1号に移転。

## かつて所属していたタレント
- 浅香航大（現所属：トライストーン・エンタテイメント）
- 綾那（引退）
- 神尾楓珠（現所属：Coccinelle Entertainment）
- 小園凌央（現所属：エー・プラス）
- 松本まりか（現所属：研音）
- 秋山菜津子
- 伊藤英明（現所属：ID4マネージメント）
- 岩城滉一
- 白井晃（現所属：レコンオフィス）
- 秋山成勲
- 高岡早紀（業務提携、現所属：アオイコーポレーション）
- 結城アンナ
- 熊野直哉（現所属：天才劇団バカバッカ）
- 蕨野友也（現所属：ワイスター）[4]
- 酒井若菜（現所属：アービング）[5]
- 桜井美悠（現所属：TREND）
- 臼田あさ美[6]
- 吉岡里帆（現所属：フラーム）[7]
- 田中真琴
- 藤井武美
- 広澤草
- 山崎直子
- 牧野莉佳
- 土路生優里（元STU48）
- 城戸裕次
- 青木健（現所属：G-STAR.PRO）